# Naturschutzgebiet Kirchgrund
Das Naturschutzgebiet Kirchgrund mit einer Größe von 5,35 ha liegt nördlich von Dreislar im Stadtgebiet von Medebach. Es wurde 2003 mit dem Landschaftsplan Medebach durch den Hochsauerlandkreis als Naturschutzgebiet (NSG) ausgewiesen. Das NSG ist Teil des Europäischen Vogelschutzgebiets Medebacher Bucht.

## Gebietsbeschreibung
Im NSG handelt es sich um Teile des Talraums Kirchgrund mit Seitenbereichen. Das NSG stellt einen vielfältigen Kulturlandschaftskomplex aus Besenginster-Gebüschen und mäßig extensiv genutzten Mähweiden, durchsetzt von Einzelsträuchern und Baumgruppen dar. Randliche Waldflächen im NSG sind durchweidete ehemalige Niederwälder. Charakteristisch für das Schutzgebiet ist enge Verzahnung von Offenland, Gebüschen und Wald, typisch für die historische Kulturlandschaft. 
Im NSG brüten Heckenbrüter wie Neuntöter.

## Pflanzenarten im NSG
Im NSG kommen gefährdete Pflanzenarten vor. Auswahl vom Landesamt für Natur, Umwelt und Verbraucherschutz Nordrhein-Westfalen dokumentierter Pflanzenarten im Gebiet: Acker-Hornkraut, Acker-Witwenblume, Besenginster, Blutwurz, Breitblättriger Thymian, Echtes Johanniskraut, Echtes Labkraut, Gewöhnliches Ferkelkraut, Gras-Sternmiere, Harzer Labkraut, Heide-Nelke, Kleine Bibernelle, Kleiner Sauerampfer, Kleines Habichtskraut, Kleinköpfiger Pippau, Knolliger Hahnenfuß, Rundblättrige Glockenblume, Salbei-Gamander, Scharfer Mauerpfeffer, Spitz-Wegerich, Wald-Ehrenpreis und  Weißes Labkraut.

## Schutzzweck
Das NSG soll das Grünland mit seinem Arteninventar schützen. Wie bei allen Naturschutzgebieten in Deutschland wurde in der Schutzausweisung darauf hingewiesen, dass das Gebiet „wegen der Seltenheit, besonderen Eigenart und Schönheit des Gebietes“ zum Naturschutzgebiet erklärt wurde.